# 무빙워크

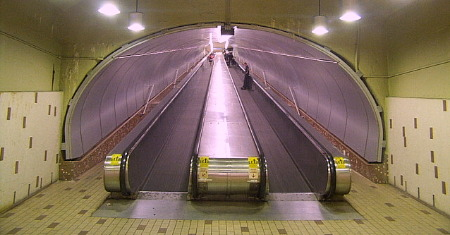
몬트리올의 뷰트리(beaudry)역에 설치된 무빙워크

무빙 워크웨이(영어: moving walkway, moving sidewalk, moving pavement, autowalk, people-mover, travolator, travelator), 또는 자동길은 공항이나 지하도 등에서 쓰이는 컨베이어 벨트 구조의 기계장치로, 경사진 길이나 평면을 천천히 움직이므로 탑승자는 장치 위에 걷거나 서서 이동할 수 있다. 순화어는 자동길이다. 보통 한 쌍으로 양방향으로 설치되어 있으나, 한쪽 방향으로만 만들기도 한다. 대한민국에는 환승 역사의 긴 환승통로에 주로 설치되는 추세이다.

## 용어
같이 쓰이는 말로는 자동길(自動-, 권장 순화어, autowalk), 자동 보도, 자동 복도, 수평 보행기(水平步行器, horizontal escalator) 등이 있다. 무빙워크는 한국어식 영어로 2005년 국립국어원에서는 권장 순화어로 자동길로 다듬어졌다.

## 역사
최초의 무빙 워크웨이는 미국 일리노이주 시카고에서 열린 1893년 세계 콜롬비아 박람회에서 더 그레이트 워프 무빙 사이드워크(The Great Wharf Moving Sidewalk)라는 이름으로 처음 모습이 공개됐으며 건축가 조셉 라이먼 실스비(Joseph Lyman Silsbee)가 디자인했다. 승객이 앉을 수 있는 구역과 라이더가 서거나 걸을 수 있는 구역으로 나누어져 있었다. 이것은 호숫가 부두 길이를 따라 카지노까지 순환하여 달렸다. 6년 후 1900년 파리 만국박람회에서 무빙워크가 미래의 거리(Rue de l'Avenir)라는 이름으로 대중에게 공개되었다. 통로는 세 개의 고가 플랫폼으로 구성되어 있었는데, 첫 번째 플랫폼은 고정되어 있었고, 두 번째 플랫폼은 적당한 속도로 이동했으며, 세 번째 플랫폼은 시속 약 10km로 이동했다. 이러한 시연은 아래 "공상 과학" 섹션에 언급된 H. G. 웰스의 설정 중 일부에 영감을 준 것으로 보인다.
뉴욕시 컨설팅 회사인 빌러 오거나이제이션(Beeler Organization)은 1924년 애틀랜타를 위해 파리 박람회 시스템과 대략 유사한 설계로 지하 이동 플랫폼을 갖춘 연속 운송 시스템을 제안했다. 제안된 구동 시스템은 선형 유도 전동기를 사용하였다. 시스템이 구축되지는 못했다.
미국 최초의 상업용 무빙워크는 1954년 뉴저지 주 저지 시티의 파보니아 터미널에 있는 허드슨 앤 맨해튼 철도 이리 역 내부에 설치되었다. "스피드워크(Speedwalk)"라고 명명되고 굿이어가 건설한 이 다리는 길이가 84.5m(277피트)이고 2.4km/h(1.5mph)의 속도로 10% 경사도를 올라갔다. 몇 년 후 역의 교통 패턴이 바뀌면서 통로는 제거되었다.
공항 최초의 무빙워크는 1958년 텍사스 주 달라스의 러브 필드에 설치되었다. 1960년 1월 1일, 2세의 티나 마리 브랜든(Tina Marie Brandon)이 움직이는 보도에서 사망했다.
무빙워크는 일반적으로 자연 보행 속도보다 느린 속도로 움직이며, 사람들이 무빙워크를 밟은 후에도 계속 걷는 경우에도 보상하기 위해 속도를 늦추는 경향이 있으므로 무빙워크는 이동 시간과 전반적인 운송 능력을 최소한으로만 향상시킨다.

## 같이 보기
- 에스컬레이터
- 엘리베이터
- 트레드밀